# Acridoderes strenua
Acridoderes strenua är en insektsart som först beskrevs av Walker, F. 1870.  Acridoderes strenua ingår i släktet Acridoderes och familjen gräshoppor. Inga underarter finns listade i Catalogue of Life.